# Literatura erótica

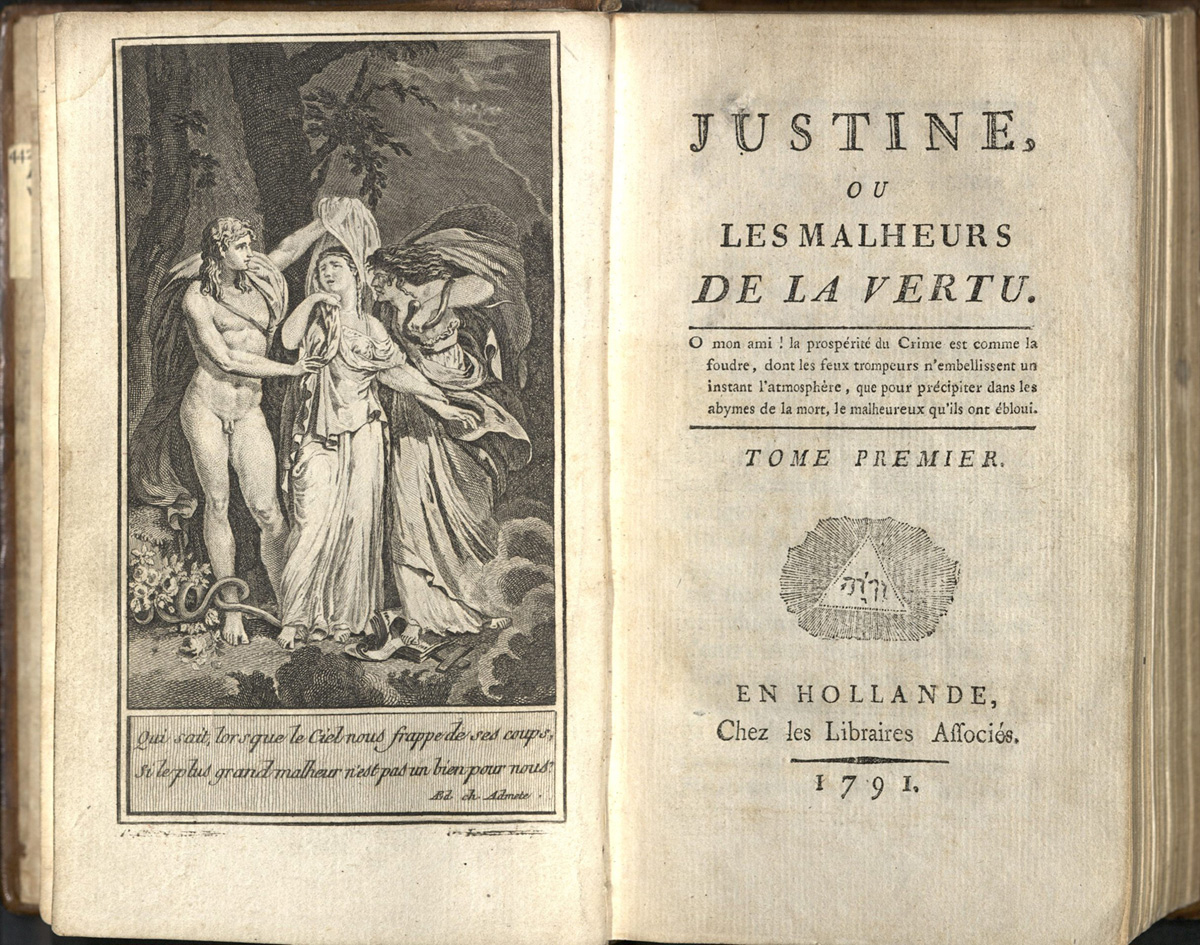
A primeira página da edição de 1791 do livro Justine.

A literatura erótica é o gênero literário que utiliza o erotismo em forma escrita, para despertar ou instruir o leitor sobre as práticas sexuais. Pode também ser chamada de literatura pornográfica, se as cenas sexuais são realmente muito explícitas. Em sua maior parte utiliza-se do gênero literário romance, embora alguns dos grandes clássicos eróticos estejam em forma de conto ou poesia. O erotismo é relacionado ao amor, a inspiração vinda do amor. Diferente do pornográfico, onde há um apelo ao lado sexual.
| “ | A Pornografia é pura e simplesmente uma descrição dos prazeres carnais; o erotismo é a mesma descrição revalorizada, com base em um ideal de amor ou da vida social. Tudo o que é erótico é também necessariamente pornográfico. É mais importante fazer a distinção entre o erótico e o obsceno. Neste caso, considera-se que o erotismo é algo que torna a carne desejável, a mostra em seu esplendor e florescimento, inspira uma sensação de saúde, beleza e prazer, enquanto que a obscenidade desvaloriza a carne, que é associada com sujeira, imperfeições e palavras sujas. | ” |

## História
O erotismo e o sexo estão associados à sociedade e a cultura humana desde o início dos tempos, e a literatura não foi uma exceção, embora tenha sido muitas vezes submetido à censura por ser considerado um tema reprovável e pecaminoso. Entretanto, são freqüentes as referência a sexo ou passagens eróticas em várias obras, não como o tema principal, mas como capítulos isolados que contribuem para a evolução da história ou o desenvolvimento de um personagem. Por exemplo, é possível encontrar fragmentos claramente eróticos em Dom Quixote de Cervantes ou em Ulisses de James Joyce, mesmo que não se considerem tais obras como pertencentes ao gênero. Outro exemplo surpreendente de obra poética que apresenta erotismo é o poema épico Os Lusíadas. A sensualidade aparece no amor do Gigante Adamastor pela Thétis e, principalmente, no episódio Ilha dos Amores. Vejam esse condensado feito por Geraldo Chacon para sua adaptação para teatro:
"LEONARDO – Ó formosura indigna de aspereza, pois desta vida te concedo a palma, espera um corpo de quem levas a alma! Todas de correr se cansam, Ninfa pura. Rendendo-se à vontade do inimigo; só tu de mi foges na espessura? Espera. Oh! Não me fujas!
CAMÕES – A bela Ninfa já fugia não tanto por se dar valor ao triste que a seguia, mas para ir ouvindo o doce canto, as namoradas mágoas que dizia. Volvendo o rosto, toda banhada em riso e alegria, cair se deixa aos pés do vencedor, que todo se desfaz em puro amor. Oh, que famintos beijos na floresta, e que mimoso choro que soava! Que afagos tão suaves! Que ira honesta, que em risinhos alegres se tornava! O que mais passam na manhã e na sesta, que Vênus com prazeres inflamava, melhor é experimentá-lo que julgá-lo; mas julgue-o quem não pode experimentá-lo." (Chacon, Geraldo. Os Lusíadas para teatro, editora Navegar, p. 51)
.

## Ficção erótica
Ficção erótica é o nome dado a ficção que contém ou se baseia em temas relacionados com sexo ou erotismo, geralmente é uma forma literária diversa (e com mudanças significativas) quando comparada com a ficção utilizada em revistas pornográficas, e pode conter, por vezes, sátira ou crítica social. Essas obras têm sido freqüentemente proibidas pelas autoridades.

### Império Romano

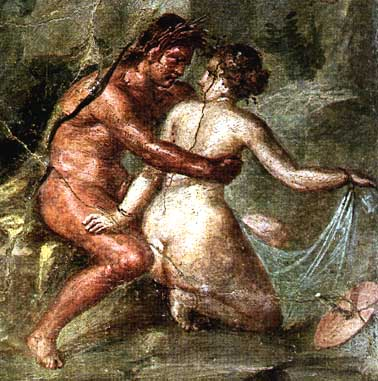
Um casal de amantes retratados na parede da House of the Epigrams na cidade de Pompeia.

Entre os clássicos eróticos do período romano encontra-se a obra Satíricon de Petronius Arbiter (mais tarde transformada em um filme por Federico Fellini).

### Idade Média
Do período medieval, podemos citar a obra Decamerão, escrita em 1353 por Giovanni Boccaccio (transformada em filme por Pier Paolo Pasolini) que apresenta histórias de luxúria e sedução praticadas por monges e monjas nos conventos. Este livro foi proibido em muitos países. Mesmo cinco séculos após sua publicação, cópias foram apreendidas e destruídas pelas autoridades da Estados Unidos da América e do Reino Unido. Por exemplo, entre 1954 e 1958 oito ordens para destruição do livro foram decretadas por magistrados ingleses.
Decamerão inspirou muitas outras obras de ficção erótica, tais como o Heptameron de Margarida de Angoulême, publicado pela primeira vez em 1558.

### Século XVIII
A ascensão e popularidade dos romances na Inglaterra do século XVIII providenciou um novo meio para a literatura erótica. Um dos livros mais famosos neste novo gênero foi Fanny Hill de John Cleland. Este livro estabeleceu um novo padrão em promiscuidade literária e tem sido muitas vezes adaptado para o cinema no século XX.
Escritores franceses da época também escreveram sobre o erotismo. Um exemplo é The Lifted Curtain or Laura's Education, sobre a iniciação sexual de uma jovem com seu pai, escrita pelo conde de Mirabeau.
No final do século XVIII o tema do sadomasoquismo foi explorado pelo marquês de Sade em obras como Justine. O trabalho do Marquês de Sade foi muito influente no erotismo e os atos sexuais que ele descreve em sua ficção foram posteriormente associados ao seu nome.

### Era Vitoriana

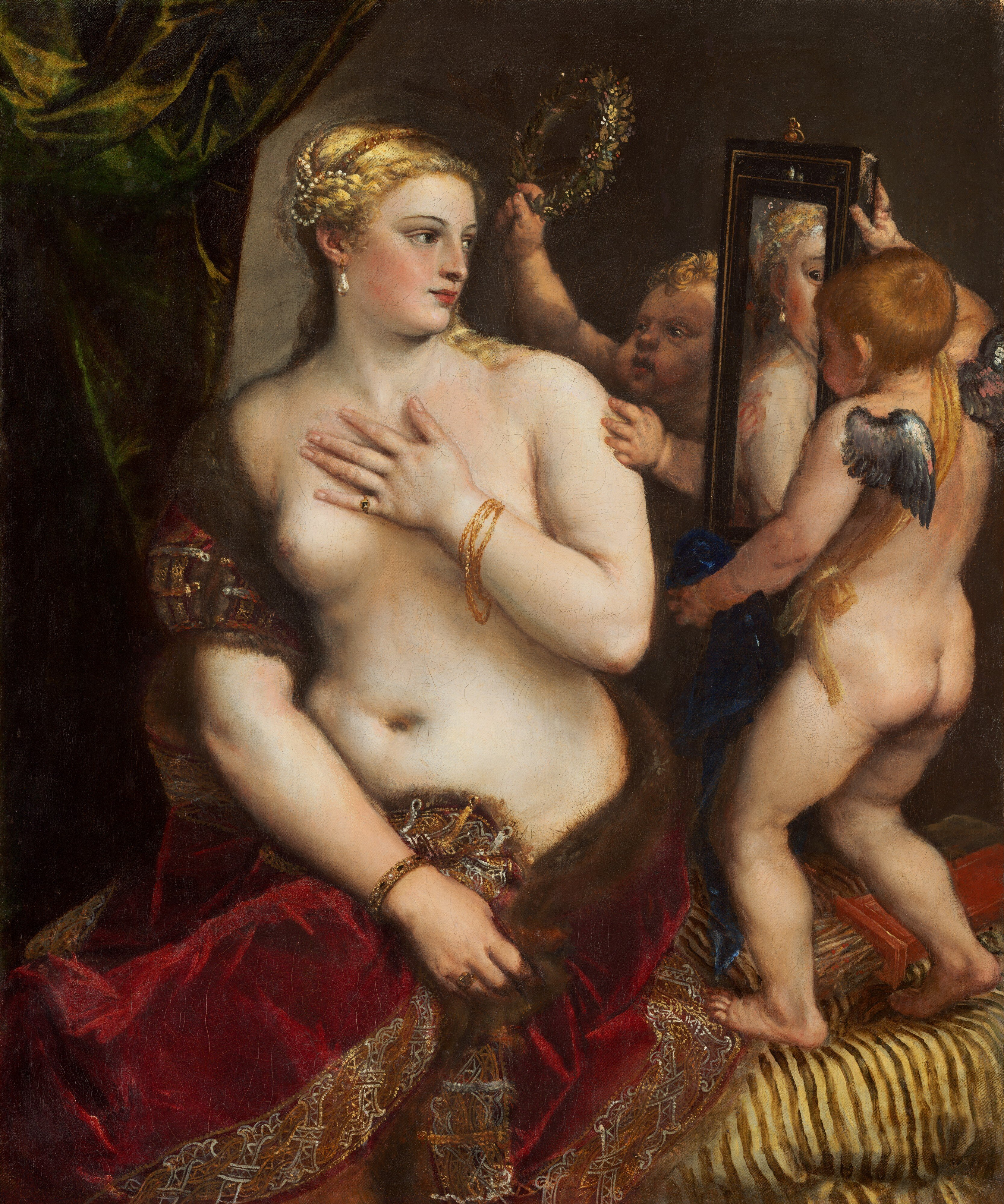
A pintura de Ticiano Vênus com um espelho, da qual vem a ideia para o livro Vênus Castigadora.

No período vitoriano, a qualidade da ficção erótica estava muito abaixo da qualidade do século passado. No entanto, alguns romances contém modelos extraídos de obras de mestres literários, tais como Dickens. Tais romances incluíam também uma curiosa forma de estratificação social. Mesmo em vias de orgasmo, as distinções sociais entre mestre e servo (incluindo as formas de abordagem), são escrupulosamente respeitados. Elementos significativos de sado-masoquismo estão presentes em alguns exemplos. Essas obras foram muitas vezes escritas de forma anônima, e não foram datadas (em grande parte). Incluem aqui clássicos do gênero, tais como:
- The Way of a Man with a Maid - obra anônima;
- The Autobiography of a Flea (1887) - obra anônima;
- Beatrice - obra anônima;
- The Lustful Turk (1828) - obra anônima;
- The Romance of Lust (1873) - obra anônima;
- The Pearl uma coleção de contos eróticos, rimas, músicas e paródias, em forma revista publicada em Londres entre 1879 a 1880.

Em 1870 a novela erótica Vênus Castigadora do escritor austríaco Leopold von Sacher-Masoch, trouxe repercussão mundial para o fenómeno do masoquismo, que foi denominado em referência ao autor.

### Século XX

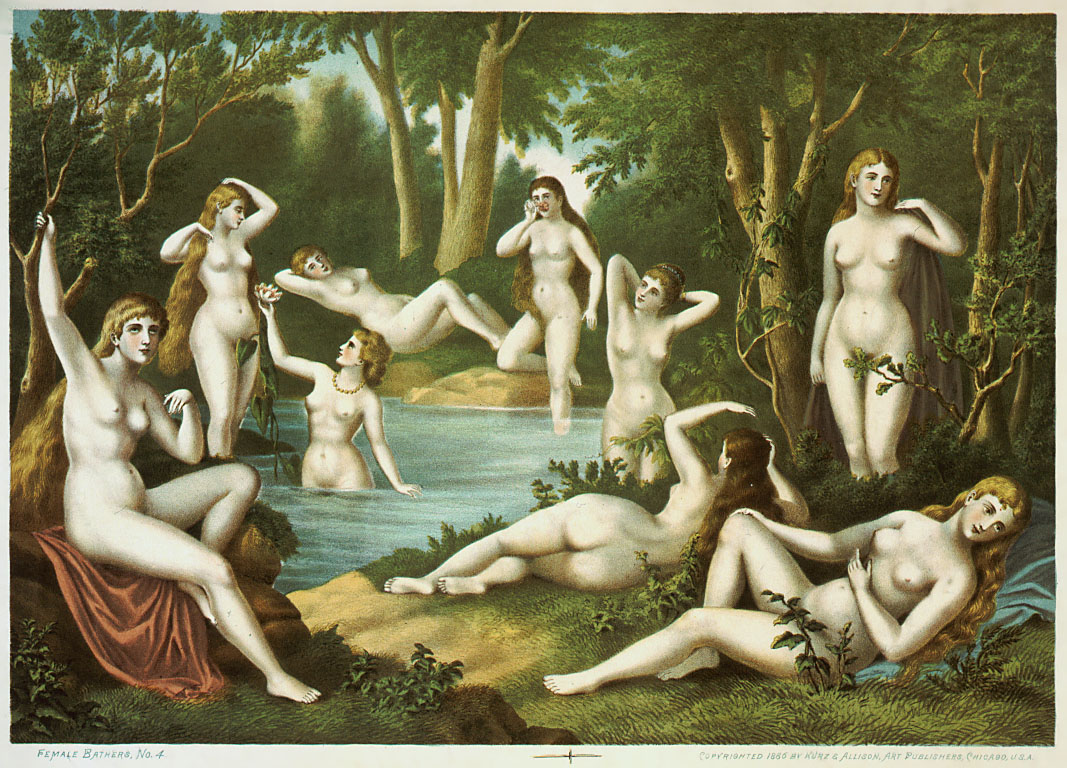
Female Bathers No. 4. Exemplo de pintura retratando o lesbianismo.

A ficção erótica do século XX inclui clássicos do gênero, tais como:
- Trois Filles de Leur Mére (1926) por Pierre Louÿs;
- História do Olho (1928) de Georges Bataille;
- Trópico de Câncer (1934) de Henry Miller;
- A História de O (1954) por Pauline Réage;
- Lolita (1955) e Ada ou Ardor (1969) de Vladimir Nabokov;
- Delta de Vênus (1978) de Anaïs Nin;
- The Bicycle Rider (1985) de Guy Davenport;
- Trilogia da Bela Adormecida (1983, 1984, 1985) de A. N. Roquelaure (Anne Rice).

### Século XXI
- Cinquenta Tons de Cinza (Fifty Shades of Grey) (2011) de E. L. James
- Irmandade da Adaga Negra (Black Dagger Brotherhood) de J. R. Ward
- Covil Das Lobas[5] ( Den Of THe Wolves ) de S S. pseudônimo autor desconhecido

## Memórias eróticas
As memórias eróticas incluem os livros de Casanova, no século XVIII, My Secret Life de Henry Spencer Ashbee no século XIX e My Life and Loves de Frank Harris no século XX.

## Manuais eróticos
Manuais eróticos, como o Kamasutra e O Jardim Perfumado, são algumas das mais conhecidas obras da literatura erótica. O Ananga Ranga é um outro manual de menor fama, especialmente destinado a impedir a separação entre marido e mulher.
As listas de prostitutas e os seus serviços também serviram como educação sexual na história, entre as listas está Harris's List of Covent Garden Ladies (1757 - 1795).
Desde o final da década de 1970, muitos manuais sexo têm sido publicados e abertamente vendidos no mundo ocidental, entre eles, A Alegria do Sexo. Manuais eróticos escritos especificamente para minorias sexuais também estão sendo agora publicados.

## Literatura erótica e Internet

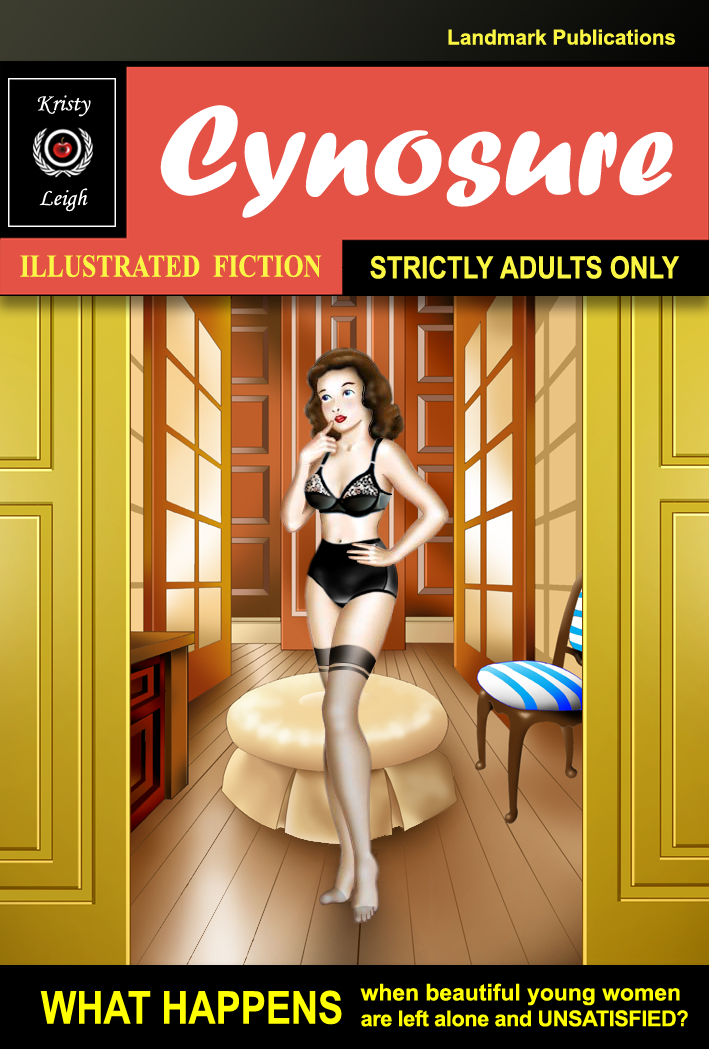
O advento das novas tecnologias também significou um aumento na produção de textos de literatura erótica.

O advento das novas tecnologias também significou um aumento na produção de textos de literatura erótica, assim como em outras artes que envolvem o sexo, como a fotografia ou o cinema pornográfico. O anonimato facilita a escrita e difusão de textos que podem ser inspirados em realidade ou que simplesmente satisfazem a imaginação e criatividade do autor. Em geral, são textos de curta duração e forte conteúdo sexual explícito, mesmo que não exista uma norma ou tendência para tal. Temáticas normalmente proibidas ou reprovadas socialmente são comuns, com textos que remetem a varias parafilias como a pedofilia, o incesto e a submissão.

## Erotismo nos Contos de Fadas
O psicólogo nascido na Áustria, Bruno Bettelhein, define em sua obra A psicanálise dos contos de fadas que a constituição discursiva do conto de fada está para além do ingênuo. Na verdade, as simbologias expressas nesses contos como o lobo, representando a masculinidade e a força viril, a jovem, sempre no período que antecede a puberdade, e o encontro desta com um príncipe, símbolo máximo da união erótica através de jogos que protelam o encontro entre ambos, são sinais da experiência erótica conduzida em uma literatura de caráter moralizante. Cada conto de fadas oferece sua particularidade expressiva que denota a mensagem erótica. Bettelhein, ao comentar "Cachinhos Dourados" relata:
"O número três é místico e freqüentemente sagrado, e já o era muito antes da doutrina sagrada da Santíssima Trindade. São três: a cobra, Eva e Adão que, de acordo com a Bíblia, concorrem para o conhecimento carnal. No inconsciente, o número três representa o sexo, porque cada sexo tem três características sexuais visíveis: o pênis e os dois testículos no homem; a vagina e os dois seios na mulher."
Em "Cachinhos Dourados" o pai, a mãe e o filhote urso concorrem para esta simbologia. Na visão do psicólogo a configuração da sexualidade nesta estória refere-se principalmente pela necessidade de escolha da personagem Cachinhos Dourados que está em fase edípica.